# Reithrodon
Genre
Reithrodon est un genre de mammifères rongeurs de la famille des Cricétidés.

## Liste des espèces
Selon Mammal Species of the World (version 3, 2005)  (4 janvier 2017) :
- Reithrodon auritus (G. Fischer, 1814)
- Reithrodon typicus Waterhouse, 1837